# فرد في. ارتشر
فرد في. ارتشر (بالإنجليزية: Fred V. Archer)‏ هو مدرب كرة سلة أمريكي، ولد في 6 أكتوبر 1888 في Vevay, Indiana ‏ في الولايات المتحدة، وتوفي في 1971 في وينتشتر ‏ في الولايات المتحدة.